# 浦添真山戶
浦添真山戶（琉球語：／  ?；？—1609年），《喜安日記》中作真大和，唐名、名乘不詳，琉球國第二尚氏王朝時的官員，父為向里瑞（浦添親方朝師）。
万曆三十七年（1609年），在抵抗薩摩藩入侵時戰死。

## 腳註
1. ↑  「山戶」與「大和」在琉球語中都讀作「ヤマドゥ」（yamadu）。

## 登場作品
- 《琉球之風》，1993年NHK大河劇，演員：高橋守